# Sässmanområdet
Sässmanområdet este o arie protejată (arie de protecție specială avifaunistică — SPA) din Suedia întinsă pe o suprafață de 728,9 ha, integral pe uscat.

## Localizare
Centrul sitului Sässmanområdet este situat la coordonatele 61°22′36″N 15°52′27″E / 61.3767°N 15.8742°E.

## Înființare
Situl Sässmanområdet a fost declarat arie de protecție specială avifaunistică în decembrie 1996 pentru a proteja 7 specii de animale.

## Biodiversitate
Situată în ecoregiunea boreală, aria protejată nu include niciun habitat protejat.
La baza desemnării sitului se află mai multe specii protejate de  păsări (7): erete de stuf (Circus aeruginosus), lebădă de iarnă (Cygnus cygnus), presură de grădină (Emberiza hortulana), cocor (Grus grus), ferestraș mic (Mergus albellus), bătăuș (Philomachus pugnax), corcodel-urechiat (Podiceps auritus).